# Christuskirche (Windischeschenbach)

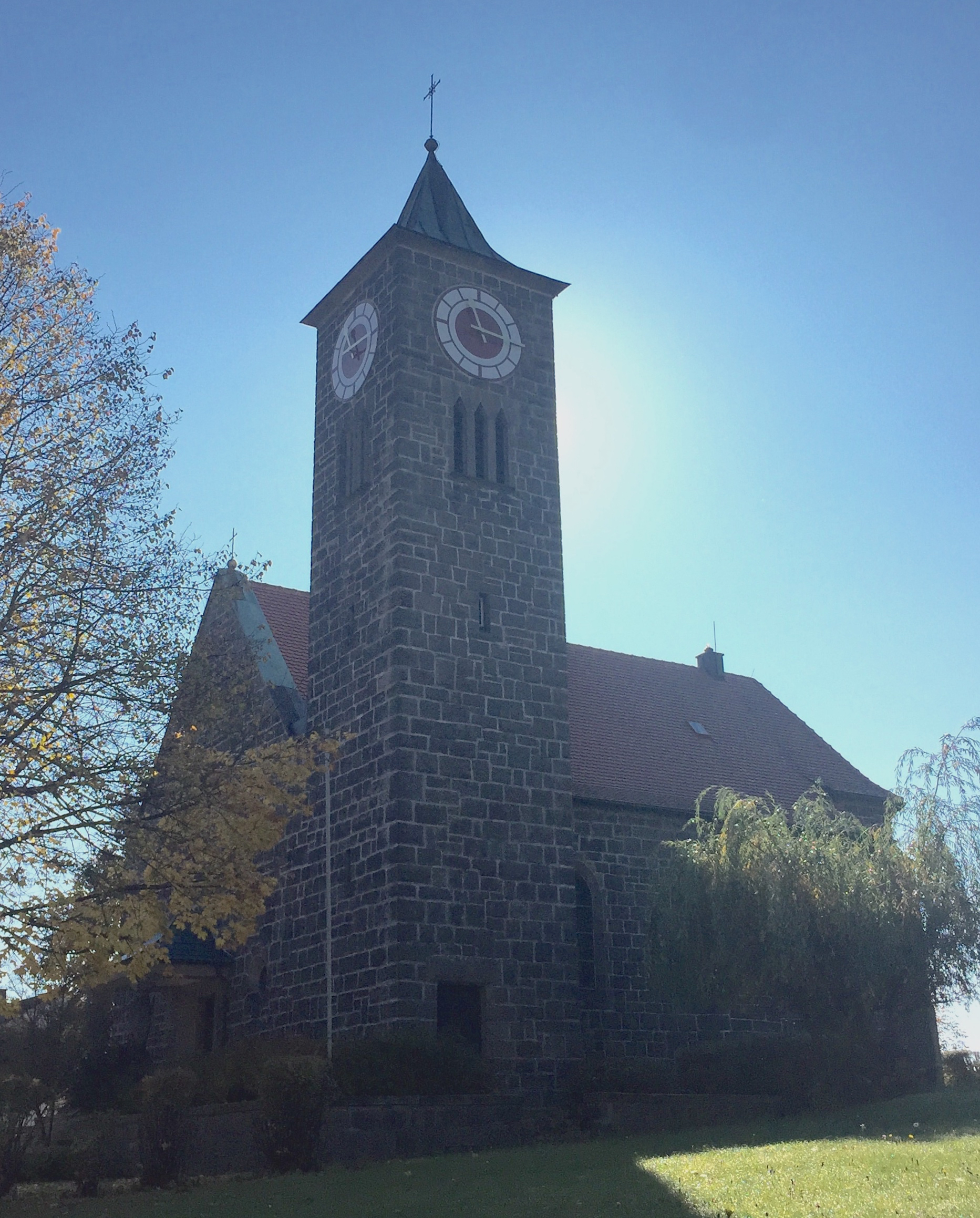
Christuskirche Windischeschenbach

Die evangelisch-lutherische Christuskirche ist eine Pfarrkirche in der oberpfälzischen Stadt Windischeschenbach. Gegenwärtig gehören die Kirchengemeinde und die Kirche zum Evangelisch-Lutherischen Dekanat Cham/Sulzbach-Rosenberg/Weiden.

## Geschichte
Die Geschichte der Protestanten in der Oberpfalz beginnt mit dem am 22. Juni 1542 verkündeten Religionsmandat von Pfalzgraf Ottheinrich, mit dem er die Obere Pfalz nach dem Prinzip des Cuius regio, eius religio für lutherisch erklärte. Bevor die Oberpfalz in der von Maximilian I. 1623 angestoßenen Gegenreformation wieder katholisch wurde, hatte die Region einen mehrmaligen Religionswechsel zum Protestantismus und Kalvinismus mitgemacht. Nach der Gegenreformation gab es in Windischeschenbach keine Protestanten mehr.
Das änderte sich im 19. Jahrhundert: Im Zuge der Industrialisierung und der Gründung einer Glasfabrik sowie einer Pappfabrik 1873 kamen evangelische Familien aus Schlesien und Braunschweig dorthin. Durch die Gründung der Porzellanfabrik 1913 kamen weitere Fachkräfte aus dem evangelischen Oberfranken nach Windischeschenbach. 1898 wurde für die kleine Gemeinde ein Betsaal in der Glasfabrik eingerichtet.
1923 wurde das 25-jährige Bestehen des Betsaales gefeiert und dabei kam der Wunsch nach einer eigenen Kirche für die auf etwa 200 Gläubige angewachsene Gemeinde gegenüber dem Pfarrer Distler von Thumsenreuth auf. Die Grundsteinlegung für die Kirche fand am 29. Mai 1929 statt. Am 29. Mai 1930 konnte die neu erbaute Kirche eingeweiht werden. Möglich wurde das durch die tatkräftige Mithilfe ortsansässiger Fabrikantenfamilien und der Nachbargemeinden Thumsenreuth, Krummennaab, Wildenreuth und Erbendorf. Oberkirchenrat Karl Prieser aus Bayreuth vollzog die Weihe der Kirche, den Festgottesdienst hielt Pfarrer Zahn von Thumsenreuth. Nach dem Zweiten Weltkrieg bekam Windischeschenbach mit Wilhelm Greiser den ersten eigenen Geistlichen, gehörte aber weiterhin zur Kirchengemeinschaft Thumsenreuth/Kirchennaaab. 1954 wurde die Gemeinde zum Vikariat erhoben und 1968 eine Pfarrei. Von ihr wird auch das Bezirkskrankenhaus Wöllershof betreut.

## Gebäude
Der Saalbau mit Steildach hat einen eingezogenen, vierseitig geschlossenen Chor, einen Flankenturm mit Spitzhelm und eine kleine Portalvorhalle. Als Baumaterial wurden Bossenquader aus regionalem Buntsandstein verwendet. Das Gebäude steht unter Denkmalschutz.:1 Der Turm bekam 1975 eine Eindeckung aus Kupferblech.
Beidseits der Altars tragen Fenster Hinterglasmalerei des Kunstglasmalers Zettler aus München. Das linke Fenster zeigt die Geburt Christi, das rechte den Auferstandenen. Über dem Altar ist ein großes Kruzifix angebracht.
1967/68 fand eine Außenrenovierung des Kirchengebäudes statt.